# Соглашение о восстановлении состояния мира между Германией и Китаем (1921)
Соглашение о восстановлении состояния мира между Германией и Китаем (кит. 中德協約) — соглашение о восстановлении отношений между правительствами Германии и Китая после Первой мировой войны, подписанное 20 мая 1921 года в Пекине. Основная причина заключения договора – воздержание китайского правительства от подписания Версальского договора, по результатам которого Японская империя получила контроль над бывшими германскими колониями в Азии, в том числе над территорией китайского Шаньдуна.
Соглашение обеспечивало военное сотрудничество двух сторон до тех пор, пока Германия и Япония не подписали Антикоминтерновский пакт накануне Второй мировой войны. 15 мая 1922 года соглашение было зарегистрировано в сборнике договоров Лиги Наций.

## Причины подписания
14 августа 1917 года китайское правительство объявило войну Германской империи, таким образом встав на сторону Антанты. 28 июня 1919 года страны-победительницы собрались для подписания Версальского договора с Германией, но китайское правительство поручило своей делегации не подписывать договор, поскольку он обеспечивал Японии контроль над Цзяо-Чжоу, бывшей китайской территории. В результате Китай и Германия дипломатически остались в состоянии войны.
15 сентября 1919 года президент Китая Сюй Шичан издал указ, отменивший наложенные на Германию ограничения. 20 мая 1921 года оба правительства заключили договор о восстановлении состояния мира без учета пункта о передаче бывших немецких колоний Японской империи.

## Условия соглашения
Договор сопровождался совместной декларацией, в которой оба правительства согласились, что их отношения будут регулироваться основными положениями Версальского договора, не соглашаясь при этом на передачу территорий Китая под контроль Японской империи. Договор восстановил торговые и дипломатические отношения между двумя правительствами и отменил консульскую юрисдикцию Германии в отношении немецких граждан, находящихся в Китае.